# Marcelino, chleb i wino (film 1979)
Marcelino chleb i wino (tyt.oryg. Marcelino pan y vino) – filipiński film telewizyjny z 1979 roku w reżyserii Mario O’Hara, będący remake'em filmu Ladislao Vajdy z 1955 pod tym samym tytułem, a także adaptacją powieści Marcelino chleb i wino: legenda hiszpańska autorstwa José Marii Sáncheza Silvy. 